# Шило Велико
43° 51′ 20″ N 15° 13′ 33″ E / 43.85556° С; 15.22583° И
Шило Вело је ненасељено острвце у хрватском дијелу Јадранског мора. Налази се у Корнатском архипелагу око 0,5 km западно од сјеверозападног дијела острва Корната. Дио је Националног парка Корнати. Његова површина износи 0,674 km², док дужина обалне црте износи 3,83 km. Највиши врх је висок 64 m. Грађен је од кречњака кредне старости. Административно припада општини Муртер-Корнати у Шибенско-книнској жупанији.